# Vilares (Murça)
Vilares é uma povoação portuguesa do Município de Murça que foi sede da extinta Freguesia de Vilares, freguesia que tinha 14,07 km² de área e 203 habitantes (2011), e, por isso, uma densidade populacional de 14,4 hab./km².
A Freguesia de Vilares foi extinta (agregada) pela reorganização administrativa de 2012/2013, tendo o seu território sido agregado ao da Freguesia de Carva para criar a Freguesia de Carva e Vilares.
Pertenceu ao extinto concelho de Alfarela de Jales até 1853.

## População
| Número de habitantes | Número de habitantes | Número de habitantes | Número de habitantes | Número de habitantes | Número de habitantes | Número de habitantes | Número de habitantes | Número de habitantes | Número de habitantes | Número de habitantes | Número de habitantes | Número de habitantes | Número de habitantes | Número de habitantes |
| -------------------- | -------------------- | -------------------- | -------------------- | -------------------- | -------------------- | -------------------- | -------------------- | -------------------- | -------------------- | -------------------- | -------------------- | -------------------- | -------------------- | -------------------- |
| 1864                 | 1878                 | 1890                 | 1900                 | 1911                 | 1920                 | 1930                 | 1940                 | 1950                 | 1960                 | 1970                 | 1981                 | 1991                 | 2001                 | 2011                 |
| 506                  | 483                  | 531                  | 499                  | 500                  | 443                  | 414                  | 468                  | 489                  | 550                  | 320                  | 359                  | 233                  | 268                  | 203                  |

(Obs.: Número de habitantes "residentes", ou seja, que tinham a residência oficial nesta freguesia à data em que os censos se realizaram.)